# پوربیگل
پوربیگل (به انگلیسی: Porbeagle) یک گونه از کوسه‌سانان از تیرهٔ سفیدکوسگان است که بیشتر در آب‌های سرد و ملایم اقیانوس اطلس شمالی پراکنده شده‌اند. این کوسه بیشتر از ۳۰ تا ۷۰ درجهٔ شمالی و ۳۰ تا ۵۰ درجهٔ جنوبی پراکنده شده‌اند.

## ویژگی‌ها
این کوسه‌ها معمولاً به ۲٫۵ متر در طول و ۱۳۵ کیلوگرم در وزن می‌رسند. کوسه‌های اقیانوس اطلس شمالی معمولاً از کوسه‌های نیم‌کرهٔ جنوبی بزرگترند و معمولاً رنگ و تاریخچهٔ زندگی متفاوتی دارند. بالای بدن این کوسه‌ها به رنگ خاکستری و پایین آن سفید است. بینی آنها نوک‌تیز است و بالهٔ باریکی دارند.
پوربیگل‌ها معمولاً از ماهیان استخوانی و سرپایان شکار می‌کنند و تا عمق ۱۳۶۰ متری برای شکار پایین می‌روند. این کوسه‌ها مهاجرت‌های فصلی نیز دارند اما معمولاً میان آب‌های کم عمق و عمق مهاجرت می‌کنند. پوربیگل‌ها به شدت سریع و چالاک اند و می‌توانند دمای بدنشان را بالاتر از دمای پیرامون ببرند.
کوسه‌های ماده معمولاً سالی ۴ بچه به دنیا می‌آورند. رویان در این کوسه‌ها در رحم مادر تشکیل می‌شود و از یک تخم نابارور (بدون لقاح) هم تغذیه می‌کند. تولد در این نوع کوسه شبیه زنده‌زایی است با این تفاوت که رویان از طریق جفت به مادر وصل نیست و تغذیه به کمک کیسه ناف صورت می‌گیرد.